# Gustav Polensky
Gustav Polensky (* 6. Mai 1846 in Driesen; † 18. Januar 1908 ebenda) war ein deutscher Tiefbauunternehmer und Gründer der Baufirma Polensky & Zöllner.

## Leben
Gustav Polensky wurde im Mai 1846 in Driesen im Kreis Friedeberg Nm. als Sohn des Textilfachmanns Friedrich Polensky geboren. Nach der Schulzeit arbeitete Gustav zunächst im Umfeld seines Vaters in der Textilbranche. Um 1863 trat er in das Generalunternehmen Krossberg in Königsberg (Preußen) ein, das sich im Eisenbahnbau einen Namen gemacht hatte, und erlernte das Bauhandwerk von der Pike auf. Mitte der 1870er Jahre war er Bauleiter einer Firma, die die Eisenbahnstrecke von Wannsee (Berlin) bei Berlin über Belzig nach Sangerhausen mitbaute.
1878 machte sich Gustav Polensky schließlich selbständig, zunächst als Baustoffhändler mit eigenem Fuhrpark. Er belieferte verschiedene Straßen- und Eisenbaustellen in den Ostprovinzen mit Steinschlag. Am 24. September 1880 erhielt er einen ersten größeren Bauauftrag. Er wurde damit beauftragt, in der Nähe seiner Heimatstadt eine Unterführung unter die Bahnstrecke zwischen Berlin und Königsberg zu bauen. Da sich die Auftragslage in den folgenden Jahren positiv gestaltete, tat er sich mit seinem Freund, dem Maurermeister August Zöllner (1846–1902), zusammen und gründete eine OHG unter dem Namen Polensky & Zöllner. Einen Durchbruch erzielte das Unternehmen ab 1888, als es im Rahmen einer öffentlichen Ausschreibung für den Nord-Ostsee-Kanal zwei Lose zugeschrieben erhielt. Aufgabe war es, ca. 8.850.000 Kubikmeter Boden zu bewegen sowie Ufer und Böschungen zu befestigen. Das Auftragsvolumen soll 8,5 Millionen Goldmark betragen haben. Das Unternehmen setzte hierzu Stahlmuldenkipper ein und konnte den Auftrag fristgerecht bis 1893 erledigen. Die Firma Polensky & Zöllner erwarb sich dadurch einen Namen insbesondere bei der Bewegung größerer Erdmassen.
In der Folgezeit erhielt die Firma zahlreiche Aufträge im Bereiche des Kanal-, Schleusen- und Hafenbaus aber auch des Baus von Eisenbahnnetzen. Zu den Aufträgen zählte beispielsweise der Ausbau des Hafens von Emden, der 1898 abgeschlossen werden konnte.
Zwei Jahre nach dem Tod von August Zöllner, der keine Nachfahren hatte, zog sich auch Gustav Polensky aus dem operativen Geschäft des Unternehmens zurück. Die Firma wurde am 1. April 1904 wieder in eine Offene Handelsgesellschaft umgewandelt und den beiden Söhnen Otto und Gustav übertragen. Der dritte Sohn, Fritz Polensky, stieß 1912 ebenfalls hinzu.
Gustav Polensky starb bereits im Januar 1908 im Alter von 61 Jahren in seiner Heimatstadt. Er war seit 1872 mit Emilie Polensky geb. Gaede (1848–1931) verheiratet. Das Ehepaar hatte drei Söhne Otto (1873–1936) und die beiden Zwillingsbrüder Gustav jun. (1876–1940) und Fritz Polensky (1876–1959). Er wurde neben seinem Freund und Geschäftspartner August Zöllner auf dem Friedhof in Driesen begraben.

## Stiftung
Seit dem Jahr 2011 erinnert die gemeinnützige Gustav-Polensky-Stiftung an das Lebenswerk ihres Namensgebers. Sie fördert die Berufsbildung sowie die Wissenschaft und Forschung im Bereich des Bauingenieurwesens.